# 스즈키 쇼토
스즈키 쇼토(일본어: 鈴木 翔登, 1992년 10월 16일 ~ )는 일본의 축구 선수이다.

## 구단 경력
그는 2015년부터 2022년까지 J리그의 로아소 구마모토, 기라반츠 기타큐슈, 카탈레 도야마, 후쿠시마 유나이티드 FC에서 활동하였다.